# Nick Bollettieri

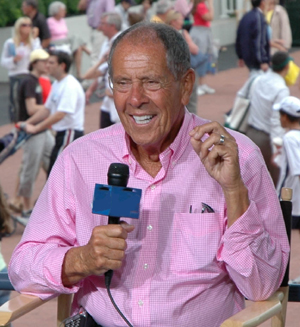
Bolletieri op het US Open in 2006, terwijl hij een interview geeft

Nicholas James (Nick) Bollettieri (Pelham (New York), 31 juli 1931 – Bradenton (Florida), 4 december 2022) was een Amerikaanse tenniscoach. Hij werd bekend vanwege zijn talentvolle pupillen en bezat een fameuze tennisschool in de Verenigde Staten.
Op zijn tennisschool zijn vele talenten opgeleid tot professioneel tennisser. Grote namen die onder zijn supervisie hebben gestaan zijn:
- Andre Agassi (8 grandslamtitels, 1× olympisch goud, 1× wereldkampioen)
- Serena Williams (17 grandslamtitels, 1× olympisch goud, 4× wereldkampioen)
- Monica Seles (9 grandslamtitels, 1× olympisch brons, 3× wereldkampioen)
- Venus Williams (7 grandslamtitels, 1× olympisch goud, 1× wereldkampioen)
- Maria Sjarapova (5 grandslamtitels, 1× olympisch zilver, 1× wereldkampioen)
- Jim Courier (4 grandslamtitels)
- Mary Pierce (2 grandslamtitels)
- Jelena Janković (voormalig nummer 1 van de wereld)
- Tommy Haas (1× olympisch zilver)
- Anna Koernikova

Jaarlijks komen en gaan er zo'n 150 tot 200 tennistalenten bij de Bollettieri Tennis Academy.
In 2014 werd hij opgenomen in de internationale Tennis Hall of Fame.
In 2017 verscheen de documentaire Love Means Zero over de carrière van Bollettieri. De film gaat onder andere in op de verbroken relatie tussen de tenniscoach en Andre Agassi.
Bollettieri overleed op 91-jarige leeftijd.